# José Ariel Núñez
José Ariel Núñez (født 12. september 1988) er en paraguaynsk fodboldspiller, der spiller for Unión de Santa Fe. Han har desuden (pr. april 2018) spillet 10 kampe for Paraguays landshold.
Fra 2006-2013 spillede han i paraguayske klubber især i Libertad fra 2010-2013, i 2013 blev han lånt ud til Osasuna og på transfers deadlinen vinter 2014 blev han hentet til Brøndby IF. I sin første sæson i Brøndby IF scorede han 6 mål i 12 kampe, hvor han i blot 8 af disse kampe var i start-11'eren for klubben.
I juli 2015 blev han udlejet til Club Olimpia i sit hjemland. Klubben havde en købsoption på Núñez, men valgte ikke at gøre brug af den.
Hans foretrukne plads er i angrebet, men har igennem karrieren spillet på kanten i begge sider.